# Proteuxoa pissonephra
Proteuxoa pissonephra là một loài bướm đêm thuộc họ Noctuidae. Nó được tìm thấy ở Nam Úc và Tây Úc.